# Euderces bellus
Euderces bellus là một loài bọ cánh cứng trong họ Cerambycidae.